# Pheidole marcidula
Pheidole marcidula är en myrart som beskrevs av Wheeler 1908. Pheidole marcidula ingår i släktet Pheidole och familjen myror. Inga underarter finns listade i Catalogue of Life.

## Bildgalleri

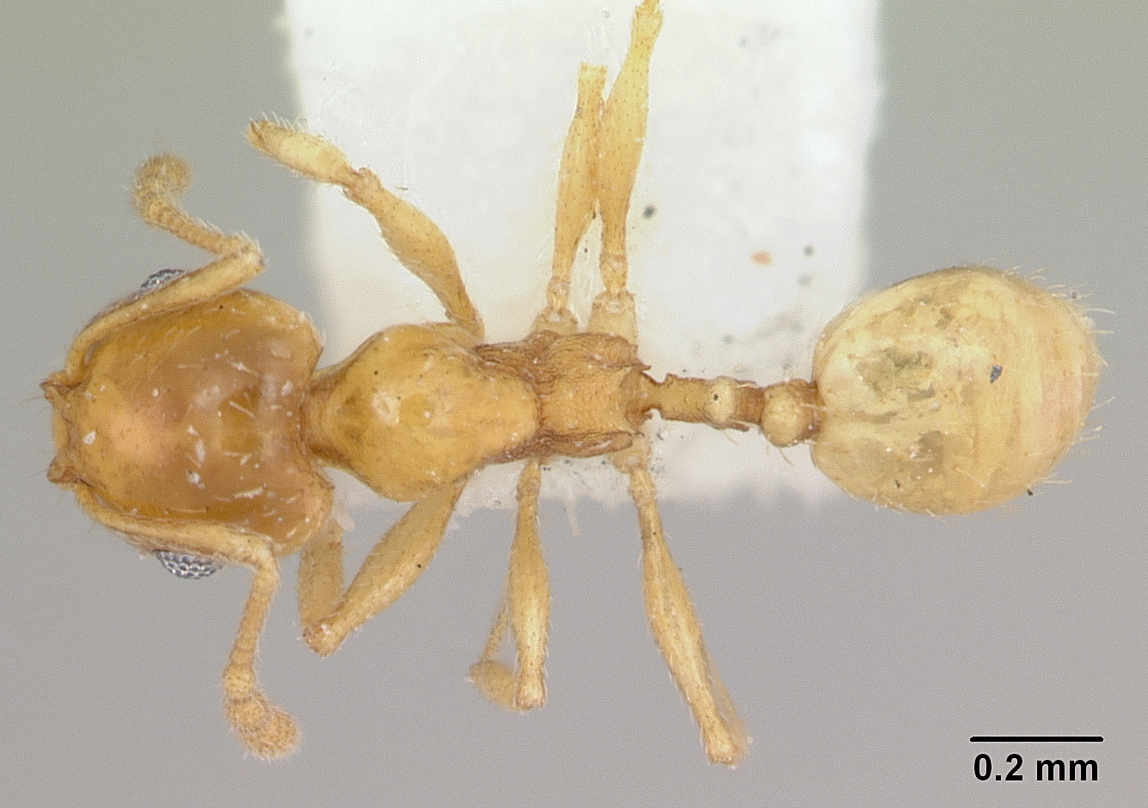
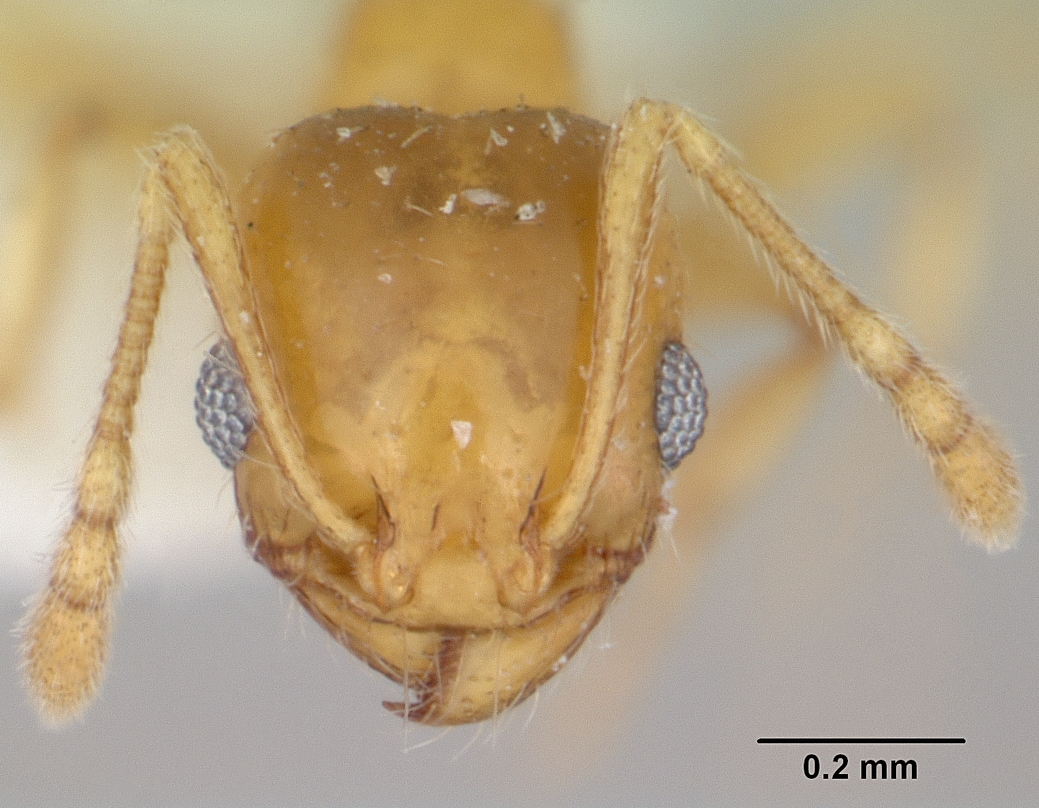
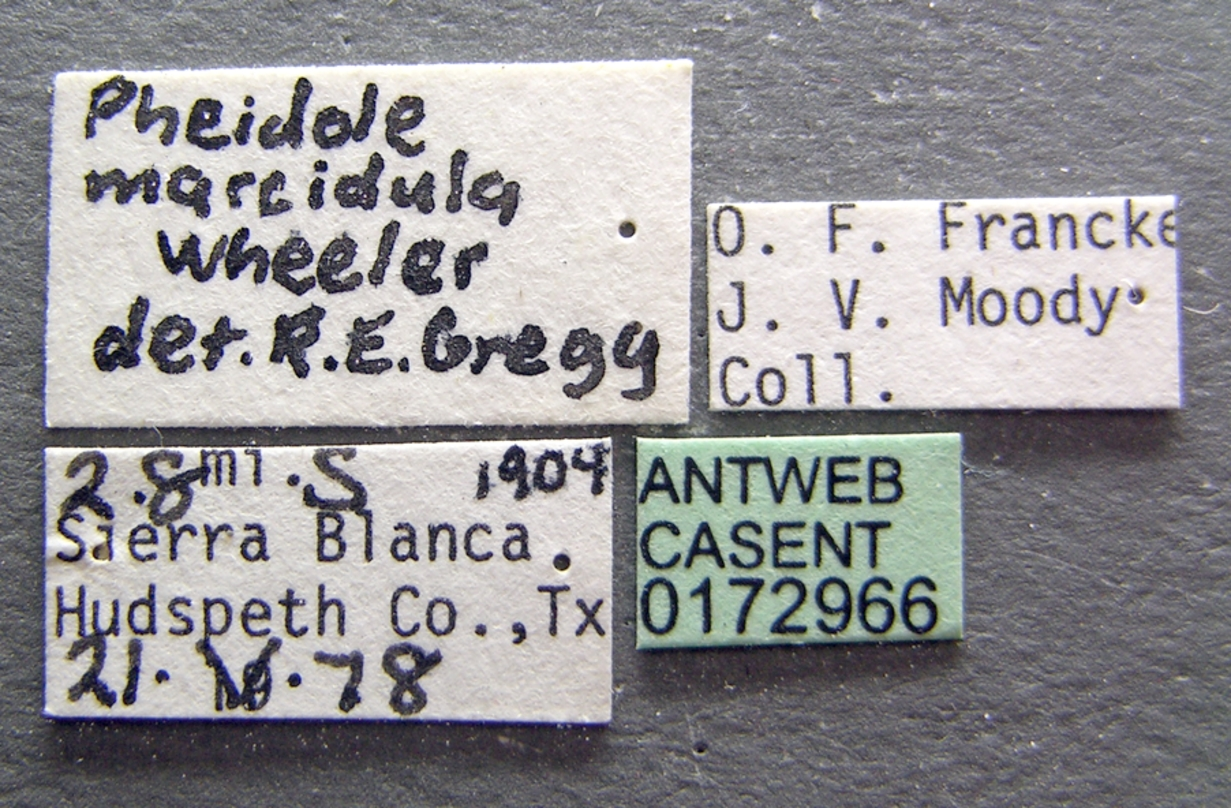
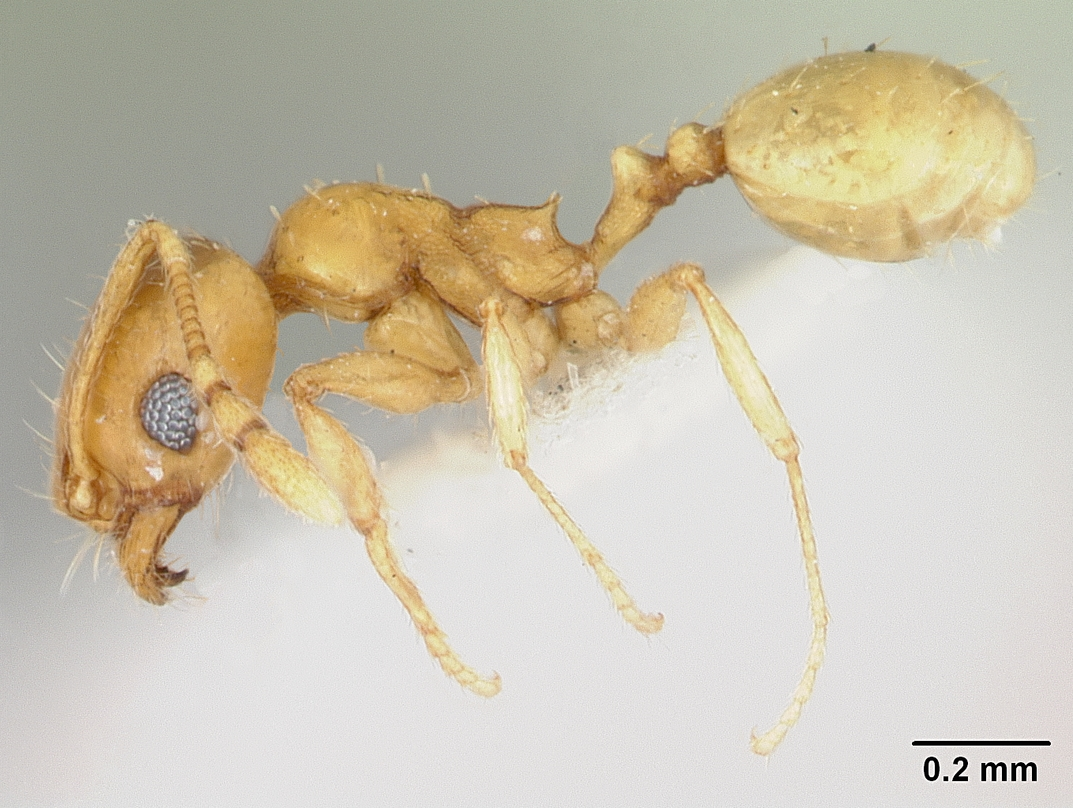
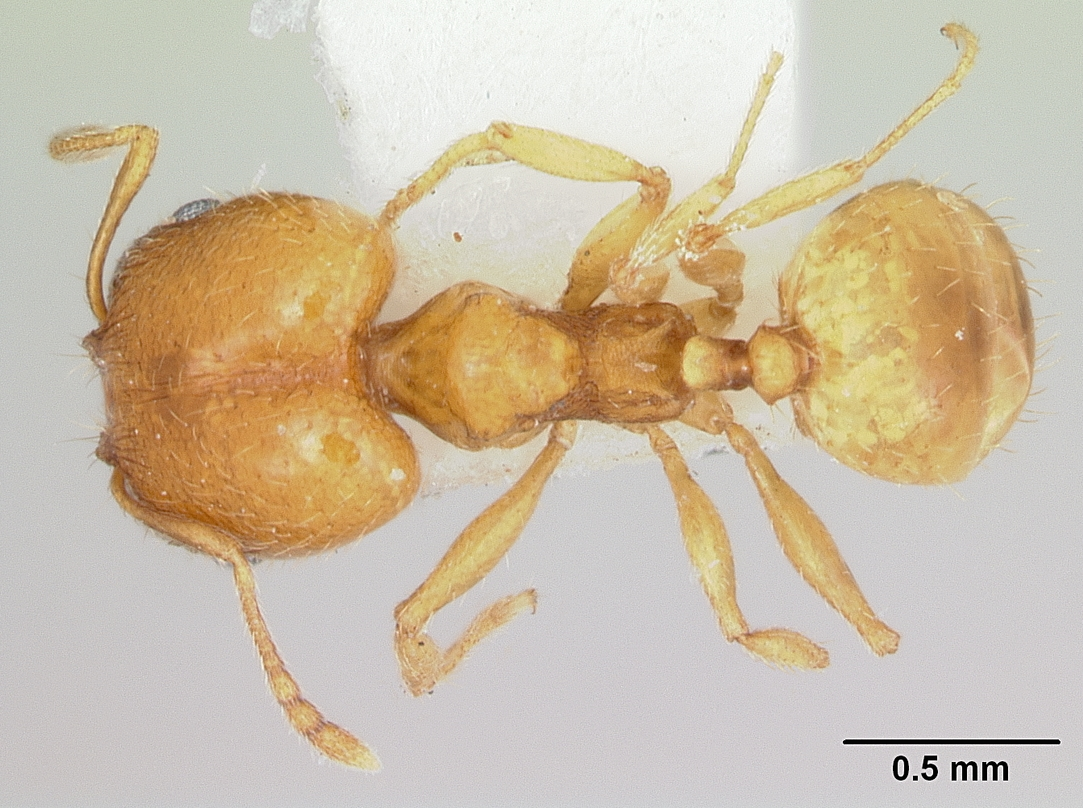
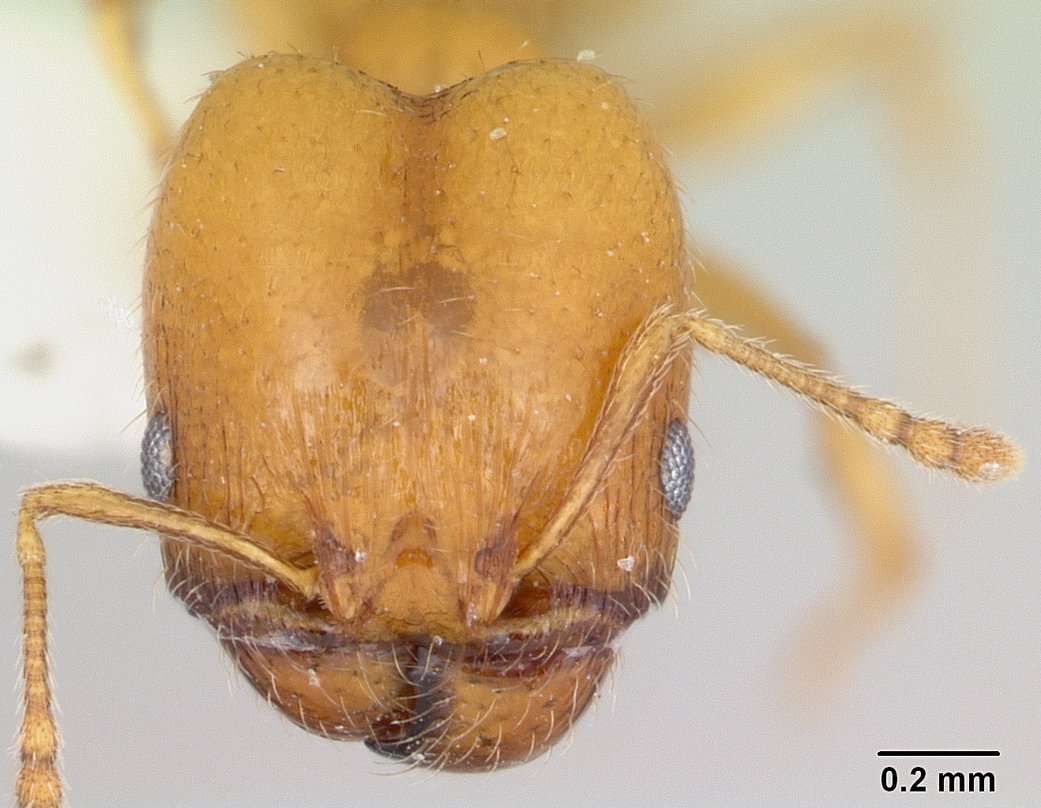